# Actos de repudio

Acto de repudio en Cuba en 1980.

Actos de repudio es un término que las autoridades cubanas utilizan para referirse a actos de violencia o humillación hacia críticos del gobierno. Estos actos ocurren cuando grandes grupos de ciudadanos abusan verbalmente, intimidan y en ocasiones agreden físicamente y arrojan piedras y otros objetos a domicilios de cubanos que son considerados contrarrevolucionarios. Los grupos de derechos humanos sospechan que estos actos se llevan a cabo a menudo en connivencia con las fuerzas de seguridad y en ocasiones involucran a los Comités de Defensa de la Revolución o las Brigadas de Respuesta Rápida. La cantidad de violencia en estos actos ha aumentado significativamente desde 2003.

## Historia

### Orígenes tempranos
El primer caso de algo similar a un acto de repudio ocurrió en 1949 cuando el periodista Alberto Rubiera y otros estudiantes de izquierda arrojaron comida podrida a poetas españoles en un "acto de repulsión". En la década de 1950, los políticos e intelectuales de diversas tendencias políticas eran atacados con huevos por sus oponentes. Estos actos de oposición política todavía eran poco comunes ya que los gobiernos de Gerardo Machado y Fulgencio Batista recurrieron más a la represión por medio de los cuerpos de seguridad.
Uno de los primeros "actos de repudio" se produjo en las oficinas del periódico Diario de la Marina en junio de 1959. Camiones llenos de fidelistas rodearon el edificio y comenzaron a insultar a los trabajadores del periódico. El periodista Luis Conte Agüero huiría de Cuba después de haber sido acosado públicamente por los fidelistas en 1959. En 1961 realizó una gira por América Latina y pronunció discursos públicos denunciando la Revolución cubana sólo para ser abucheado por los simpatizantes de Castro en la audiencia. Antes de 1980, el gobierno de Fidel Castro se basó más en purgas institucionales y tiroteos televisados que en actos de repudio para solidificar el poder político.

### Éxodo del Mariel

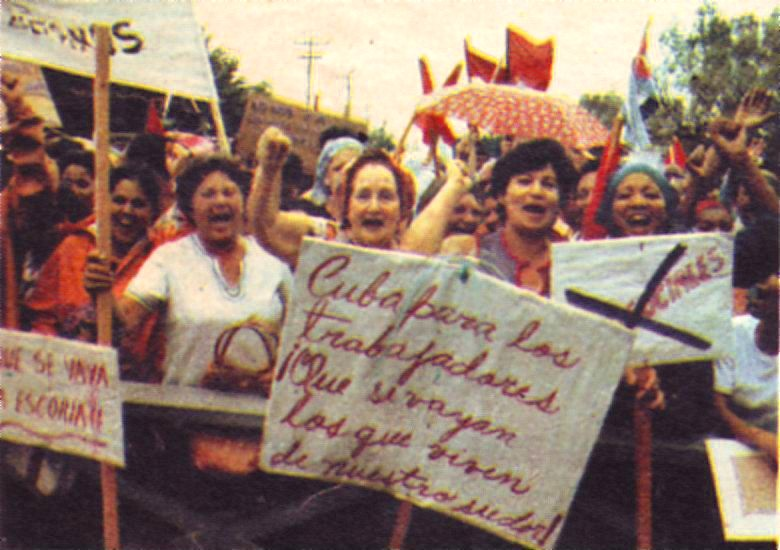
Simpatizantes del régimen mostrando desprecio a los participantes del Éxodo del Mariel.

Durante el éxodo del Mariel el gobierno cubano ordenó actos de repudio contra quienes deseaban emigrar de Cuba. En estos actos, las turbas atacaban a aquellos considerados desleales y los golpeaban o los obligaban a marchar con un cartel acusatorio alrededor del cuello. Estos ataques ayudarían a solidificar la imagen de que quienes partieron en el elevador eran los indeseables de la isla. Se cree que al menos tres cubanos murieron en estos ataques de turbas.
Los emigrantes fueron insultados públicamente por Fidel Castro como "escoria" y "lumpenproletariado" tímidos para el trabajo. El Ministerio de Justicia organizó golpizas públicas y se consideró obligatoria la participación de los funcionarios. Esta campaña de ataques de turbas eventualmente llevaría a ciertos funcionarios cubanos a cuestionar las políticas gubernamentales y, a fines de la década de 1980, intentarían desertar a Estados Unidos.

### Después del éxodo del Mariel
En 2006 los actos de repudio experimentaron un drástico aumento en Cuba. Fidel Castro abordaría el aumento de los ataques a los disidentes afirmando:
"Y esto es lo que sucederá cuando los traidores y mercenarios vayan un milímetro más allá del punto que nuestro pueblo revolucionario... está dispuesto a aceptar".
Las protestas de odio de este tipo, descritas por los medios estatales como expresiones espontáneas de ira popular, nunca tienen lugar sin la participación directa de los Órganos de Seguridad del Estado, se han convertido en un fenómeno frecuentemente repetido, incluso después que Raúl Castro asumió la presidencia en 2008.

## Métodos
Los actores ya no son generalmente vecinos inmediatos, sino miembros de las Brigadas de Respuesta Rápida desde 1991, dirigidas por miembros de las fuerzas de seguridad vestidos de civil. En los Actos de repudio también se han presentado delegaciones especiales de la Federación de Mujeres Cubanas o de estudiantes miembros de la Unión de Jóvenes Comunistas. Por regla general, los destinatarios de los Actos de Repudio son recibidos por una multitud anónima, que suele estar formada por miembros de clases sociales relativamente menos educadas. En los últimos años, ha habido intentos por parte de exiliados cubanos de utilizar fotografías publicadas en Internet por Actos de Repudio para identificar a empleados individuales del servicio secreto y a otras personas involucradas por su nombre con el fin de privarlos de la protección del anonimato y, si fuera necesario, de obligarlos a justificar sus acciones ante conocidos o familiares.
En un típico Acto de Repudio, el apartamento de la persona objetivo es sitiado y los residentes y visitantes del apartamento son amenazados e insultados en voz alta y se les impide entrar o salir durante la manifestación, a veces con agresiones físicas. En varios Actos de Repudio también se documentan lanzamientos de piedras y bolsas de pintura, así como ingresos violentos a departamentos. Hasta hace poco, los excrementos y los huevos también se utilizaban como proyectiles contra las viviendas; a menudo se rellenaban condones con una especie de betún y se rociaba en la entrada de la casa, o los condones explotaban al golpear la pared de la casa. En Actos de Repudio se pueden escuchar regularmente cánticos que se conocen desde hace décadas, ya sea insultando a la oposición y a veces deshumanizándola (por ejemplo, “Pin, pon, ¡fuera! ¡Abajo la gusanera!” – “¡Fuera de ellos! ¡Abajo las alimañas!”), o celebrando la revolución y los hermanos Castro (por ejemplo, “¡Esta calle es de Fidel!” – “¡Esta calle pertenece a Fidel!”, “Para lo que sea, Fidel” – “Fidel, no pase lo que pase” y “¡Viva la revolución!” – “¡Viva la revolución!”).
En Actos de Repudio a mayor escala, los manifestantes son transportados al lugar de la protesta en autobuses proporcionados por las autoridades gubernamentales, y las autoridades también garantizan el suministro de snacks y refrescos. En septiembre de 2011, se anunció por adelantado un Acto de Repudio por primera vez en un blog destacado cercano al gobierno. La calle correspondiente alrededor del lugar de la protesta organizada en el centro de La Habana fue entonces acordonada por policías uniformados que, además de representantes oficiales de la prensa nacional y extranjera, sólo permitieron el paso a los manifestantes autorizados por el gobierno. Inmediatamente delante de la casa sitiada, agentes del servicio secreto, algunos equipados con radios, formaron la primera fila de la multitud y se encargaron del uso inmediato de la fuerza, con la ayuda de la cual los críticos del gobierno fueron obligados a retroceder cuando intentaron salir de la casa. En marzo de 2011, por ejemplo, la agencia EFE informó sobre una campaña de intimidación similar, también dirigida contra una reunión de las Damas de Blanco, de altavoces especialmente instalados en la calle a través de los cuales se escuchaban canciones políticas progubernamentales. Se escucharon cánticos y megáfonos para amplificar el mensaje, y un contingente claramente visible de policías uniformados y empleados de los Órganos de Seguridad del Estado vestidos de civil.
Sólo hay unos pocos ejemplos documentados de participantes destacados en Actos de Repudio: En 1980, varios músicos del movimiento Nueva trova, incluidos sus representantes más conocidos Pablo Milanés y Silvio Rodríguez, participaron en un Acto de Repudio de una semana de duración contra los familia del cantante Mike Porcel, quien había solicitado sin éxito salir del país y por lo tanto fue expulsado del movimiento. En marzo de 1990, el entonces presidente de la Unión de Jóvenes Comunistas, Roberto Robaina, y el presidente de la Federación Estudiantil Universitaria, Felipe Pérez Roque, participaron en un Acto de Repudio contra Gustavo Arcos, quien había sido transformado de un histórico participante de la revolución en un destacado disidente: Robaina y Pérez Roque posteriormente se desempeñaron como ministro de Asuntos Exteriores en el gobierno cubano.
En mayo de 2012, Antonia Rodríguez Mirabal, de 94 años, cuya casa en Santa Clara había sido objeto de un violento Acto de Repudio que había sufrido directamente los dos días anteriores, falleció a consecuencia de un derrame cerebral. Según familiares y opositores presentes, los estudiantes y jóvenes que llevaron a cabo la campaña de intimidación contra la sobrina de la mujer junto con miembros de la seguridad del estado y representantes uniformados de la policía y del Ministerio del Interior sitiaron la casa durante dos días y le arrojaron piedras, impidieron a la familia comprar alimentos y gritaron consignas. Una semana después, en la ciudad de Guantánamo, la vecina de 74 años de un disidente encarcelado murió de un ataque cardíaco que sufrió durante un ataque de una turba oficialmente coordinado contra la casa de su familia.

### Ataques de turbas
Uno de los dos métodos diferentes de "actos de repudio" comenzó durante el éxodo del Mariel. Multitudes de civiles atacarían e insultarían a quienes desearan irse con la cooperación de las autoridades cubanas. A veces estos ataques se volvían tan caóticos que las autoridades cubanas intentaban sofocar la violencia.

### Intimidación del CDR
Los Comités de Defensa de la Revolución organizarían un modelo más antiguo de uno de los dos métodos diferentes de "actos de repudio" y lo utilizarían durante el éxodo del Mariel. Los funcionarios de los CDR organizarían a los vecinos para intimidar o atacar a otros vecinos que consideraran traidores, como los cubanos que deseaban emigrar. Los métodos incluían multitudes que gritaban a las personas objetivo, lanzamiento de huevos, casas desfiguradas con grafitis insultantes o, muy comúnmente, se podía colgar una muñeca de una cuerda frente a su casa, simbolizando un linchamiento.

## Críticas
Amnistía Internacional y otros observadores nacionales y extranjeros han señalado repetidamente la responsabilidad del gobierno cubano por los Actos de Repudio, así como su incompatibilidad con los derechos humanos. En su evaluación pública de la actual situación de los derechos humanos, el Ministerio Federal de Relaciones Exteriores califica los Actos de Repudio de “preocupantes”. Como únicas celebridades que viven en Cuba y se sienten conectadas al sistema político, los músicos populares Carlos Varela y Pablo Milanés (independientemente uno del otro) rechazaron explícitamente la práctica de Actos de Repudio en 2010 y 2011, aunque esto no fue informado en los medios cubanos.
La dirección de la Iglesia católica en Cuba, que se abstiene de criticar al gobierno cubano, emitió un comunicado en septiembre de 2011 en respuesta a varias solicitudes de las Damas de Blanco y consultas de representantes de la prensa internacional sobre la posición de la Iglesia ante los crecientes Actos de Repudio contra El grupo de mujeres, en un comunicado de prensa ampliamente difundido, "no es necesario explicar de palabra o de hecho la posición de la Iglesia sobre los abusos dirigidos contra las personas"; es "bien sabido, y lo hemos repetido en varias ocasiones, que hay No puede haber justificación para actos de violencia de ningún tipo". Sin embargo, en el mismo comunicado, los líderes de la iglesia también dijeron que el gobierno les había informado que "ningún centro nacional de toma de decisiones ha emitido una orden para atacar a estas personas"

## Posición del Gobierno cubano
El gobierno no hace nada para combatir el fenómeno de los Actos de Repudio, pero ocasionalmente informa positivamente sobre acciones individuales en los medios estatales y permite que los participantes expresen su opinión. Sin embargo, según la legislación cubana, numerosos elementos de un Acto de Repudio observados periódicamente constituyen delitos penales objetivos. Estos incluyen no sólo el insulto, la coerción, el daño a la propiedad y las lesiones corporales, sino también los delitos de organización de manifestaciones no oficialmente autorizadas, conspiración para cometer un delito y alteración del orden público; estos últimos se utilizan a menudo contra los disidentes solían expresar pública y no violentamente su oposición al gobierno. Por lo tanto, la policía y otros representantes de las fuerzas del orden presentes en Actos de Repudio estarían obligados a detener inmediatamente tales crímenes y responsabilizar a los perpetradores, pero esto nunca sucede.

En su discurso ante el VI Congreso del Partido Comunista de Cuba en abril de 2011, el presidente Raúl Castro dijo -sólo unas semanas después de las manifestaciones callejeras de la Primavera Árabe que atrajeron la atención mundial- en respuesta a las críticas a la situación de los derechos humanos en Cuba:
"En este sentido, es importante declarar que lo que nunca haremos, es negarle al pueblo su derecho a defender la revolución, porque la defensa de la independencia, de las conquistas del socialismo y de nuestras plazas y calles seguirá siendo el primer deber de todos los patriotas cubanos".
Muchos observadores vieron en el juramento de “defensa de las plazas y calles” un llamado a la violencia o al menos una afirmación de la práctica de los Actos de Repudio contra cualquier intento de manifestación pública por parte de la oposición. En la enciclopedia cubana en línea EcuRed, que refleja la posición oficial del gobierno, se dice que las personas que se reunieron para protestar contra los opositores al gobierno de ninguna manera fueron designados por el gobierno, lo cual es una afirmación falsa de la prensa occidental, en realidad es (usando como ejemplo los Actos de Repudio contra las Damas de Blanco) sobre “jóvenes y mujeres del pueblo que espontáneamente se unen para rechazar sus acciones provocadoras”.